# Сурланд, Йорис ван
Йорис Эверт ван Сурланд (нидерл. Joris Evert van Soerland; род. 15 октября 1972 года в Нюнене, Нидерланды) — нидерландский бадминтонист.
Участник Олимпийских игр 1996 в одиночном разряде.
Чемпион Нидерландов в одиночном разряде (1999), в парном разряде (1994). Финалист French Open в одиночном разряде (1998).